# Sainte-Croix-de-Caderle
Sainte-Croix-de-Caderle est une commune française située dans l'ouest du département du Gard, en région Occitanie.
Exposée à un climat méditerranéen, elle est drainée par le ruisseau de Boisseson et par divers autres petits cours d'eau. Incluse dans les Cévennes, la commune possède un patrimoine naturel remarquable : un site Natura 2000 (la « vallée du Gardon de Saint-Jean ») et une zone naturelle d'intérêt écologique, faunistique et floristique.
Sainte-Croix-de-Caderle est une commune rurale qui compte 103 habitants en 2022, après avoir connu un pic de population de 293 habitants en 1836.  Ses habitants sont appelés les Saint-Crussois ou  Saint-Crussoises.

## Géographie

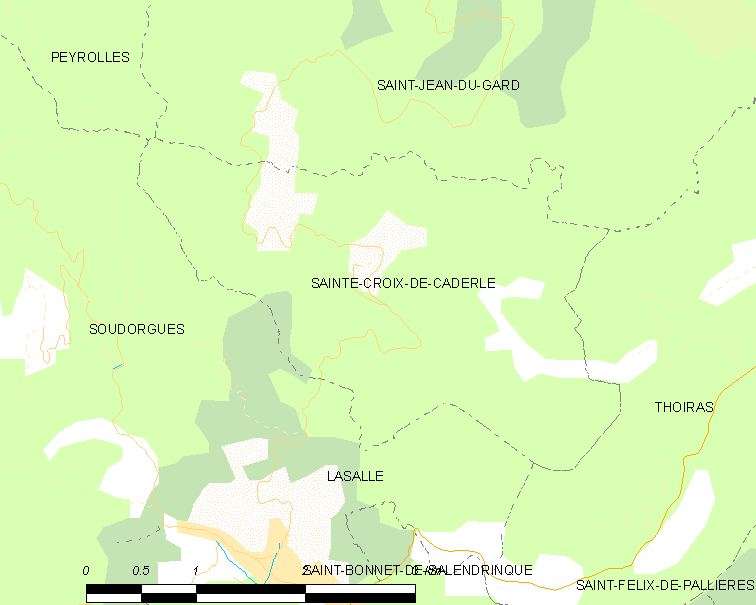
Carte.

La commune qui bénéficie d'un site exceptionnel, se trouve en zone périphérique de la zone inscrite au Patrimoine Mondial de l'Unesco sous le titre : Les Causses, les Cévennes, paysage culturel de agro-pastoralisme en Méditerranée.

### Climat
Pour des articles plus généraux, voir Climat de l'Occitanie et Climat du Gard.
En 2010, le climat de la commune est de type climat méditerranéen franc, selon une étude s'appuyant sur une série de données couvrant la période 1971-2000. En 2020, Météo-France publie une typologie des climats de la France métropolitaine dans laquelle la commune est exposée à un climat méditerranéen et est dans la région climatique Provence, Languedoc-Roussillon, caractérisée par une pluviométrie faible en été, un très bon ensoleillement (2 600 h/an), un été chaud (21,5 °C), un air très sec en été, sec en toutes saisons, des vents forts (fréquence de 40 à 50 % de vents > 5 m/s) et peu de brouillards.
Pour la période 1971-2000, la température annuelle moyenne est de 11,8 °C, avec une amplitude thermique annuelle de 16,4 °C. Le cumul annuel moyen de précipitations est de 1 381 mm, avec 8,6 jours de précipitations en janvier et 4,3 jours en juillet. Pour la période 1991-2020, la température moyenne annuelle observée sur la station météorologique la plus proche, située sur la commune de Saint-Jean-du-Gard à 4 km à vol d'oiseau, est de 13,8 °C et le cumul annuel moyen de précipitations est de 1 437,7 mm,. Pour l'avenir, les paramètres climatiques de la commune estimés pour 2050 selon différents scénarios d’émission de gaz à effet de serre sont consultables sur un site dédié publié par Météo-France en novembre 2022.

### Milieux naturels et biodiversité

#### Espaces protégés
La protection réglementaire est le mode d’intervention le plus fort pour préserver des espaces naturels remarquables et leur biodiversité associée,.
Dans ce cadre, la commune fait partie de l'aire d'adhésion du Parc national des Cévennes. Ce  parc national, créé en 1967, est un territoire de moyenne montagne formé de cinq entités géographiques : le massif de l'Aigoual, le causse Méjean avec les gorges du Tarn et de la Jonte, le mont Lozère, les vallées cévenoles ainsi que le piémont cévenol.
La commune fait partie de la zone de transition des Cévennes, un territoire d'une superficie de 116 032 ha reconnu réserve de biosphère par l'UNESCO en 1985 pour la mosaïque de milieux naturels qui la composent et qui abritent une biodiversité exceptionnelle, avec 2 400 espèces animales, 2 300 espèces de plantes à fleurs et de fougères, auxquelles s’ajoutent d’innombrables mousses, lichens, champignons,.

#### Réseau Natura 2000

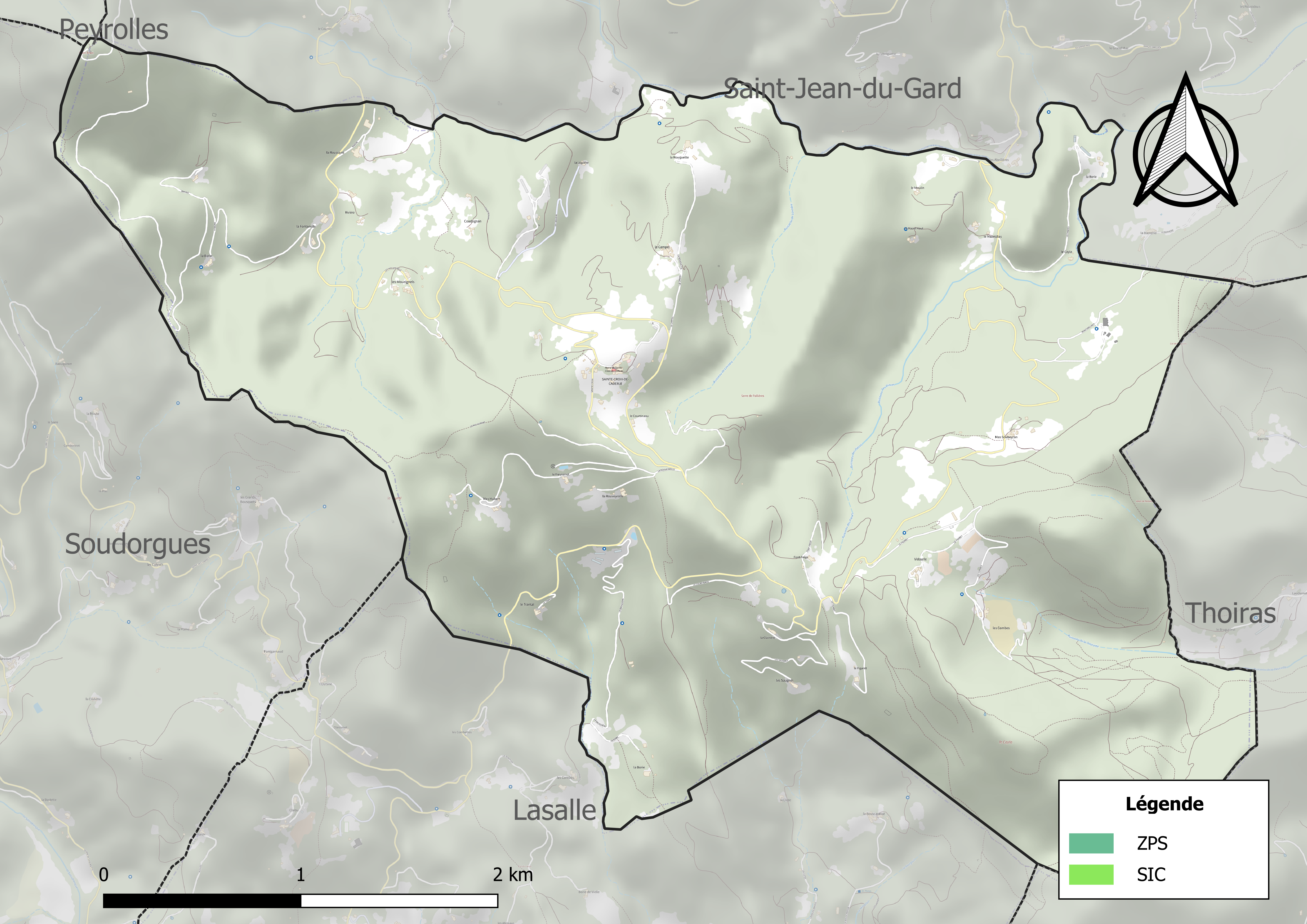
Site Natura 2000 sur le territoire communal.

Le réseau Natura 2000 est un réseau écologique européen de sites naturels d'intérêt écologique élaboré à partir des directives habitats et oiseaux, constitué de zones spéciales de conservation (ZSC) et de zones de protection spéciale (ZPS).
Un site Natura 2000 a été défini sur la commune au titre de la directive habitats : la « vallée du Gardon de Saint-Jean », d'une superficie de 19 020 ha, présentant une variété d’habitats naturels d’intérêt communautaire remarquables (22 génériques dont cinq prioritaires).

#### Zones naturelles d'intérêt écologique, faunistique et floristique

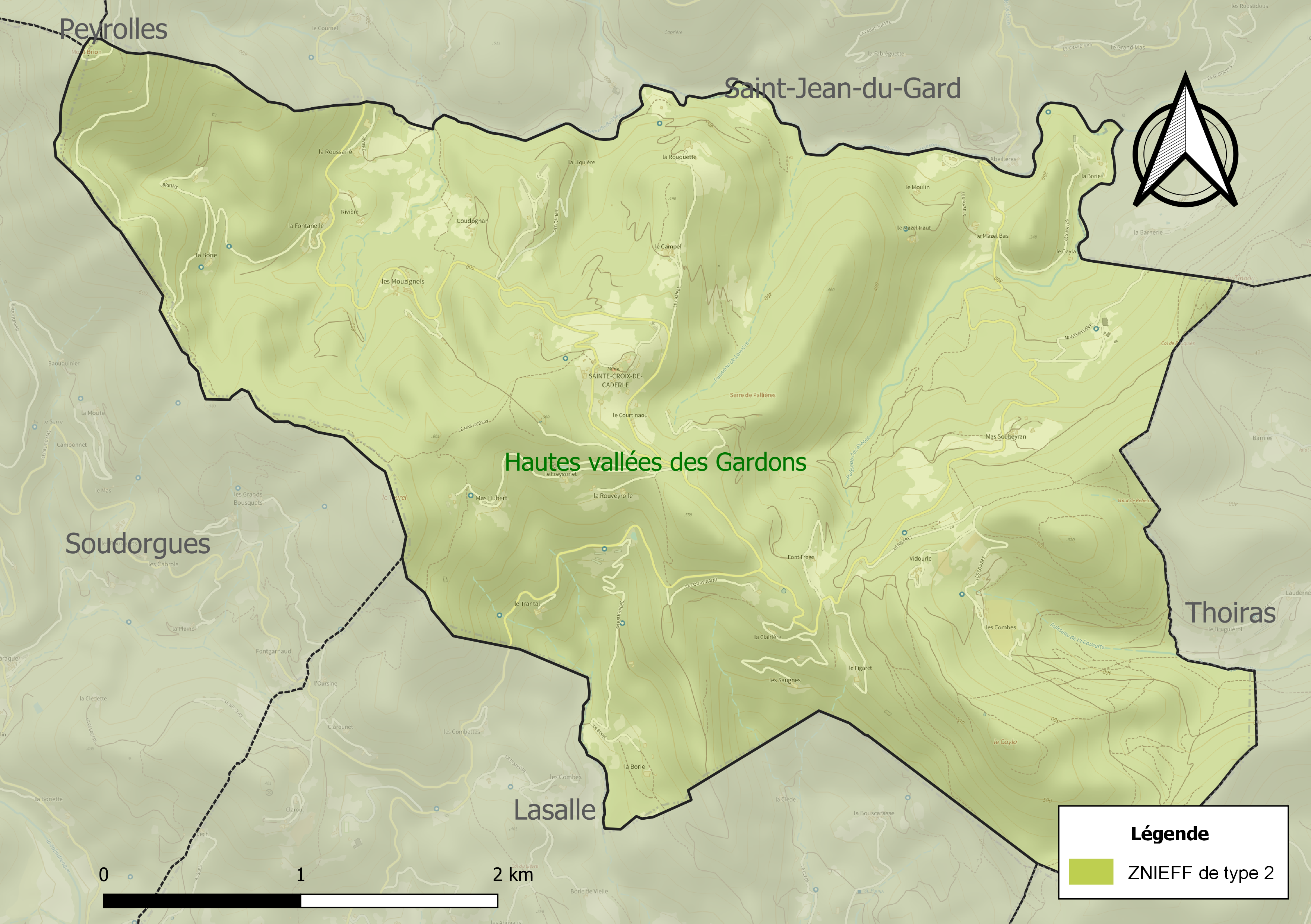
Carte de la ZNIEFF de type 2 localisée sur la commune.

L’inventaire des zones naturelles d'intérêt écologique, faunistique et floristique (ZNIEFF) a pour objectif de réaliser une couverture des zones les plus intéressantes sur le plan écologique, essentiellement dans la perspective d’améliorer la connaissance du patrimoine naturel national et de fournir aux différents décideurs un outil d’aide à la prise en compte de l’environnement dans l’aménagement du territoire.
Une ZNIEFF de type 2 est recensée sur la commune :
les « Hautes vallées des Gardons » (73 898 ha), couvrant 48 communes dont 27 dans le Gard et 21 dans la Lozère.

## Urbanisme

### Typologie
Au 1er janvier 2024, Sainte-Croix-de-Caderle est catégorisée commune rurale à habitat très dispersé, selon la nouvelle grille communale de densité à sept niveaux définie par l'Insee en 2022.
Elle est située hors unité urbaine et hors attraction des villes,.

### Occupation des sols
L'occupation des sols de la commune, telle qu'elle ressort de la base de données européenne d’occupation biophysique des sols Corine Land Cover (CLC), est marquée par l'importance des forêts et milieux semi-naturels (88,2 % en 2018), une proportion identique à celle de 1990 (88,2 %). La répartition détaillée en 2018 est la suivante : 
forêts (88,2 %), zones agricoles hétérogènes (11,8 %). L'évolution de l’occupation des sols de la commune et de ses infrastructures peut être observée sur les différentes représentations cartographiques du territoire : la carte de Cassini (XVIIIe siècle), la carte d'état-major (1820-1866) et les cartes ou photos aériennes de l'IGN pour la période actuelle (1950 à aujourd'hui).

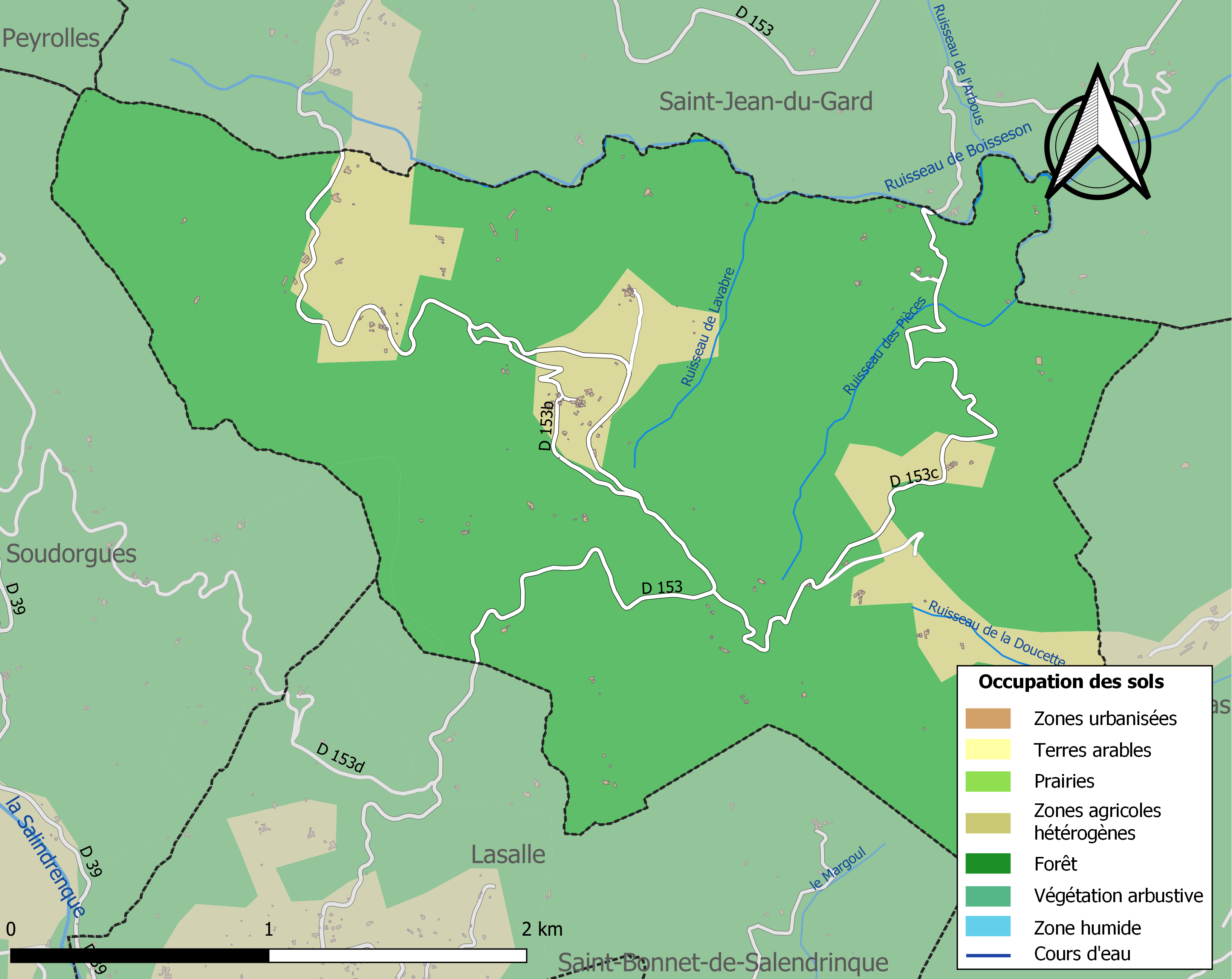
Carte des infrastructures et de l'occupation des sols de la commune en 2018 (CLC).

### Risques majeurs
Le territoire de la commune de Sainte-Croix-de-Caderle est vulnérable à différents aléas naturels : météorologiques (tempête, orage, neige, grand froid, canicule ou sécheresse), inondations, feux de forêts, mouvements de terrains et séisme (sismicité faible). Il est également exposé à un risque particulier : le risque de radon. Un site publié par le BRGM permet d'évaluer simplement et rapidement les risques d'un bien localisé soit par son adresse soit par le numéro de sa parcelle.

#### Risques naturels
Certaines parties du territoire communal sont susceptibles d’être affectées par le risque d’inondation par débordement de cours d'eau et par une crue torrentielle ou à montée rapide de cours d'eau, notamment La commune a été reconnue en état de catastrophe naturelle au titre des dommages causés par les inondations et coulées de boue survenues en 1982, 1994, 1995, 2002 et 2008,.

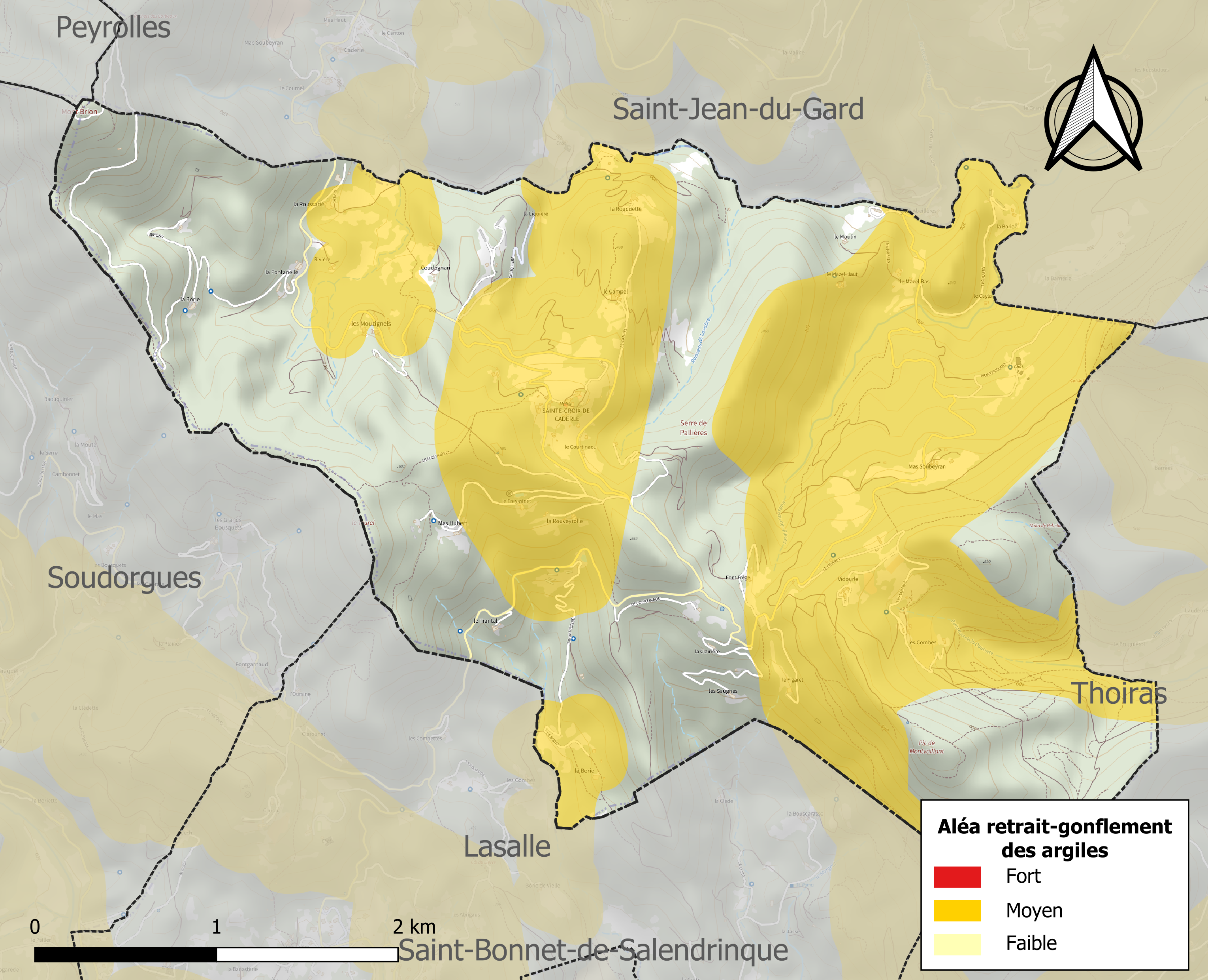
Carte des zones d'aléa retrait-gonflement des sols argileux de Sainte-Croix-de-Caderle.

La commune est vulnérable au risque de mouvements de terrains constitué principalement du retrait-gonflement des sols argileux. Cet aléa est susceptible d'engendrer des dommages importants aux bâtiments en cas d’alternance de périodes de sécheresse et de pluie. 53,2 % de la superficie communale est en aléa moyen ou fort (67,5 % au niveau départemental et 48,5 % au niveau national). Sur les 70 bâtiments dénombrés sur la commune en 2019, 52 sont en aléa moyen ou fort, soit 74 %, à comparer aux 90 % au niveau départemental et 54 % au niveau national. Une cartographie de l'exposition du territoire national au retrait gonflement des sols argileux est disponible sur le site du BRGM,.
Par ailleurs, afin de mieux appréhender le risque d’affaissement de terrain, l'inventaire national des cavités souterraines permet de localiser celles situées sur la commune.

#### Risque particulier
Dans plusieurs parties du territoire national, le radon, accumulé dans certains logements ou autres locaux, peut constituer une source significative d’exposition de la population aux rayonnements ionisants. Certaines communes du département sont concernées par le risque radon à un niveau plus ou moins élevé. Selon la classification de 2018, la commune de Sainte-Croix-de-Caderle est classée en zone 3, à savoir zone à potentiel radon significatif.

## Histoire
L'histoire de la commune se confond avec l'histoire de sa chapelle.
En 892, la commune est officiellement baptisée Villa Caderilam puis se nommera successivement :
- Sancta Crux de Caderlio (1384) ;
- Sainte Croix de Caderlès (1435) ;
- Loctus Sanctae Crucis de Caderlis (1513) ;
- Prieuré de Sainte Croix de Caderlis (1606),

avant de devenir 
- Sainte-Croix-de-Caderle.

Au cours de la Révolution française, la commune porte provisoirement le nom de Mont-Bize.

## Héraldique
| Blason de Sainte-Croix-de-Caderle | Blason  | D'azur à la croix d'or cantonnée de quatre croisettes du même. |
| Blason de Sainte-Croix-de-Caderle | Détails | Le statut officiel du blason reste à déterminer.               |

## Politique et administration
| Période                                  | Période  | Identité           | Étiquette | Qualité |
| ---------------------------------------- | -------- | ------------------ | --------- | ------- |
| avant 1988                               | ?        | Fernand Volpelière | PS        |         |
| ?                                        | 2016     | Edmond Julien      |           |         |
| juin 2016                                | En cours | Ludovic Mourgues   |           | Salarié |
| Les données manquantes sont à compléter. |          |                    |           |         |

## Démographie
L'évolution du nombre d'habitants est connue à travers les recensements de la population effectués dans la commune depuis 1793. Pour les communes de moins de 10 000 habitants, une enquête de recensement portant sur toute la population est réalisée tous les cinq ans, les populations de référence des années intermédiaires étant quant à elles estimées par interpolation ou extrapolation. Pour la commune, le premier recensement exhaustif entrant dans le cadre du nouveau dispositif a été réalisé en 2004.

En 2022, la commune comptait 103 habitants, en évolution de −8,85 % par rapport à 2016 (Gard : +2,97 %, France hors Mayotte : +2,11 %).
| 1793 | 1800 | 1806 | 1821 | 1831 | 1836 | 1841 | 1846 | 1851 |
| ---- | ---- | ---- | ---- | ---- | ---- | ---- | ---- | ---- |
| 250  | 255  | 290  | 285  | 290  | 293  | 290  | 275  | 265  |

| 1856 | 1861 | 1866 | 1872 | 1876 | 1881 | 1886 | 1891 | 1896 |
| ---- | ---- | ---- | ---- | ---- | ---- | ---- | ---- | ---- |
| 254  | 237  | 213  | 203  | 194  | 201  | 192  | 178  | 182  |

| 1901 | 1906 | 1911 | 1921 | 1926 | 1931 | 1936 | 1946 | 1954 |
| ---- | ---- | ---- | ---- | ---- | ---- | ---- | ---- | ---- |
| 187  | 180  | 193  | 180  | 145  | 141  | 113  | 141  | 117  |

| 1962 | 1968 | 1975 | 1982 | 1990 | 1999 | 2004 | 2006 | 2009 |
| ---- | ---- | ---- | ---- | ---- | ---- | ---- | ---- | ---- |
| 102  | 77   | 66   | 82   | 106  | 106  | 115  | 112  | 121  |

| 2014 | 2019 | 2022 | - | - | - | - | - | - |
| ---- | ---- | ---- | - | - | - | - | - | - |
| 120  | 109  | 103  | - | - | - | - | - | - |

## Économie

### Emploi
|                | 2008   | 2013  | 2018   |
| -------------- | ------ | ----- | ------ |
| Commune        | 9,5 %  | 2,7 % | 15,8 % |
| Département    | 10,6 % | 12 %  | 12 %   |
| France entière | 8,3 %  | 10 %  | 10 %   |

En 2018, la population âgée de 15 à 64 ans s'élève à 58 personnes, parmi lesquelles on compte 71,9 % d'actifs (56,2 % ayant un emploi et 15,8 % de chômeurs) et 28,1 % d'inactifs,. En  2018, le taux de chômage communal (au sens du recensement) des 15-64 ans est supérieur à celui de la France et du département, alors qu'il était inférieur à celui du département en 2008.
La commune est hors attraction des villes,. Elle compte 11 emplois en 2018, contre 21 en 2013 et 17 en 2008. Le nombre d'actifs ayant un emploi résidant dans la commune est de 36, soit un indicateur de concentration d'emploi de 31,4 % et un taux d'activité parmi les 15 ans ou plus de 46,3 %.
Sur ces 36 actifs de 15 ans ou plus ayant un emploi, 11 travaillent dans la commune, soit 31 % des habitants. Pour se rendre au travail, 85,7 % des habitants utilisent un véhicule personnel ou de fonction à quatre roues, 5,7 % les transports en commun, 8,6 % s'y rendent en deux-roues, à vélo ou à pied et.

### Activités hors agriculture
8 établissements sont implantés  à Sainte-Croix-de-Caderle au 31 décembre 2019.
Le secteur de l'administration publique, l'enseignement, la santé humaine et l'action sociale est prépondérant sur la commune puisqu'il représente 25 % du nombre total d'établissements de la commune (2 sur les 8 entreprises implantées  à Sainte-Croix-de-Caderle), contre 13,5 % au niveau départemental.

### Agriculture
|               | 1988 | 2000 | 2010 | 2020 |
| ------------- | ---- | ---- | ---- | ---- |
| Exploitations | 15   | 9    | 10   | 7    |
| SAU (ha)      | 150  | 205  | 32   | 127  |

La commune est dans les Cévennes, une petite région agricole occupant l'ouest du département du Gard. En 2020, l'orientation technico-économique de l'agriculture  sur la commune est la polyculture et/ou le polyélevage. Sept exploitations agricoles ayant leur siège dans la commune sont dénombrées lors du recensement agricole de 2020 (15 en 1988). La superficie agricole utilisée est de 127 ha,,.

## Culture locale et patrimoine

### Lieux et monuments
- Chapelle de Sainte-Croix-de-Caderle.

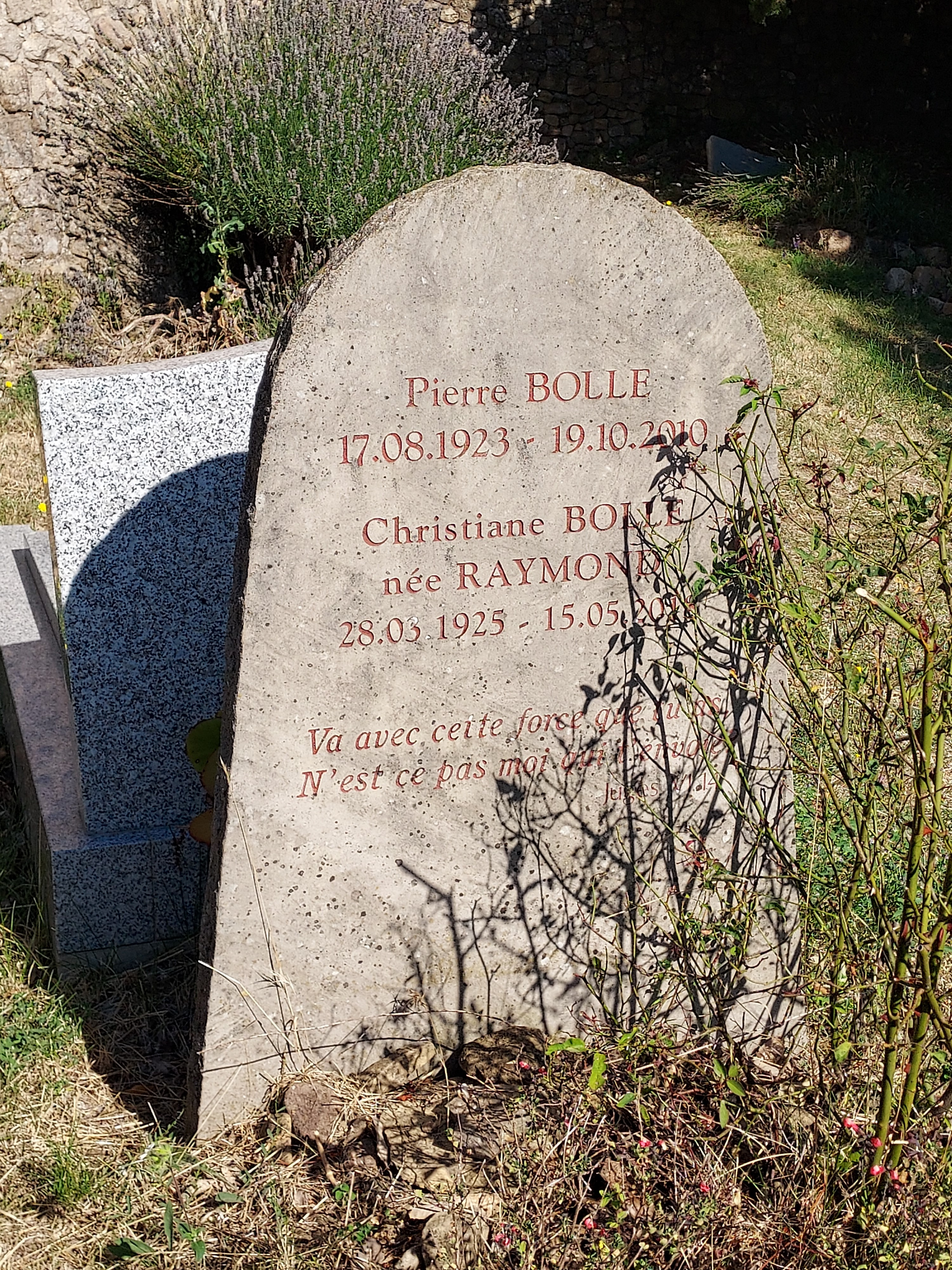
Tombe de l'historien Pierre Bolle au cimetière de la commune.

### Personnalités liées à la commune
- L'acteur Claude Sainval y est décédé en 1994.
- L'historien Pierre Bolle y est inhumé au cimetière près de la chapelle.